# Sunnerbo tingslag
Sunnerbo tingslag var ett tingslag i Kronobergs län i Sunnerbo domsaga.
Tingslaget bildades 1680 och omfattade Sunnerbo härad. Tingslaget uppgick 1971 i Ljungby tingsrätt och dess domkrets.